# لولا أليكس
لولا أليكس هو ممثل هندي، ولد في 30 نوفمبر 1954 في الهند.

## وصلات خارجية
- لولا أليكس على موقع IMDb (الإنجليزية)
- لولا أليكس على موقع قاعدة بيانات الفيلم (الإنجليزية)